# Total Nonstop Action Wrestling
Total Nonstop Action Wrestling (TNA) és una promoció de lluita lliure professional nord-americà fundada per Jeff Jarrett i el seu pare Jerry Jarrett al maig de 2002. Actualment el seu accionista majoritari és Panda Energy International. La companyia, que opera com TNA Entertainment, LCC, té la seu principal en Nashville, Tennessee i oficines en Orlando, Florida, on es troben els Universal Studios des dels quals es realitza el programa setmanal TNA Impact!. Actualment TNA Impact! s'emet en Spike TV els dijous a les 9:00.
TNA originalment va formar part de la National Wrestling Alliance (NWA), sent coneguda com a NWA Total Nonstop Action i podent utilitzar en exclusiva el NWA World Heavyweight Championship i el NWA World Tag Team Championship. TNA es va separar de la NWA el 2004, però va seguir utilitzant aquests campionats fins que la NWA va recuperar els seus drets al maig de 2007.

## Història

### Creació de l'empresa

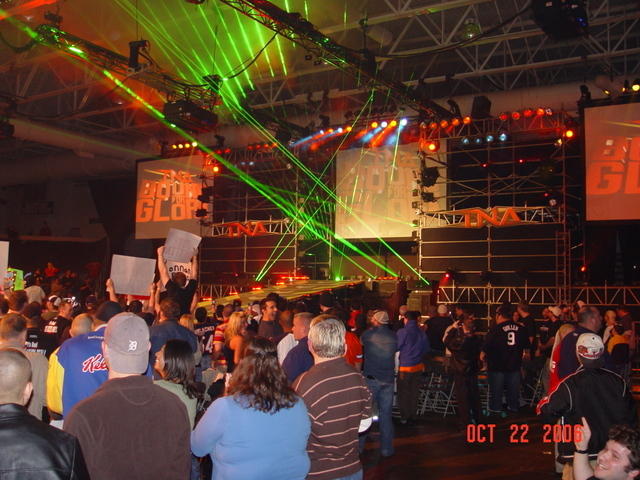
Entrada de la TNA

La idea de TNA Wrestling va començar a formar-se en un viatge de pesca entre Bob Ryder, Jeff Jarrett i Jerry Jarrett, on es van plantejar el seu futur en el negoci de la lluita lliure professional després del cessament de WCW i ECW en 2001. La WWE s'havia convertit en l'únic producte televisat, cosa que per Ryde significava que les emissores no veien la lluita lliure com un bon negoci. Ryder va plantejar llavors la possibilitat d'una companyia que no necessités la televisió, però el producte de la qual fos directe a PPV.
Jeff Jarrett va ser l'únic dels tres que es va prendre aquesta conversa de debò, i va començar a donar forma a aquesta idea en la seva ment. El seu primer objectiu va ser implicar a antics empleats de la WCW, com Jeremy Borash, en el projecte. En el DVD The History of TNA: Year 1 Borash descriu els inicis de l'empresa com "un esquelet, on ningú tenia un lloc específic. Era alguna cosa com qui s'ocupa d'això? qui fa allò? qui s'encarrega d'això altre? i així cadascun va anar acabant al seu lloc"
Jeff Jarrett declara en The History of TNA: Year 1, que la part més difícil va ser trobar suport financer. Segons les seves pròpies paraules, "estàvem demanant a la gent que invertís... um... no en un petit canvi... sinó una inversió substancial en una idea... en una teoria, enfront d'alguna cosa que era real, que ja estava en marxa. Era vendre alguna cosa totalment diferent."
Igualment complex va ser vendre el concepte de PPV setmanal a les companyies de distribució. Com ell mateix declara, "era una mica que les empreses de PPV mai havien considerat, un programa de lluita lliure setmanal per deu dolars cada dimecres. Era per si mateix una gegantesca muntanya que superar, vendre-se'l a les companyies de PPV."
Malgrat tot, els Jarretts van trobar l'ajuda necessària i el primer espectacle de la promoció es va realitzar el 19 de juny de 2002.

### PPV Setmanals i Mensuals

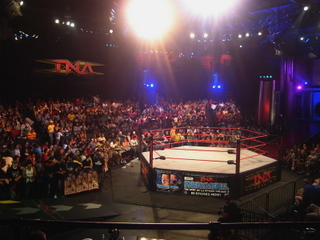
Un ring de la TNA

L'original model de negoci de TNA era diferent de l'utilitzat per la WWE en diversos punts clau. TNA podia mantenir els seus costos baixos al no realitzar tours com la resta de grans promocions. Fins a l'aparició del seu programa TNA Xplosion, a finals de 2002, els shows setmanals de TNA oferts en PPV eren la seva principal font d'ingressos, en lloc dels PPV mensuals utilitzats per altres companyies. Aquestes gal·les van començar el 19 de juny de 2002, i la majoria es van realitzar al Nashville Firgrounds per reduir els costos de producció. Encara que el preu dels shows de TNA eren més barats que els PPV mensuals de WWE, les seves vendes van ser molt baixes. Després de 27 mesos, la TNA notava que ja tenia una massa d'aficionats que poguessin sustentar un PPV de tres hores i van cessar els esdeveniments setmanals el 8 de setembre de 2004. TNA va celebrar el seu primer PPV mensual de tres hores a Victory Road, el 7 de novembre de 2004

### TNA Impact!
TNA va començar a emetre TNA Impact! (denominat oficialment TNA iMPACT!) el 4 de juny de 2004 en Fox Sports, reemplaçant ràpidament els PPV setmanals com programa principal, mentre que els esdeveniments mensuals passaven a ser la principal font d'ingressos. El contracte no va ser renovat un any després a causa de les baixes audiències del programa. Això deixava a TNA sense contracte televisiu a part dels PPV mensuals, pel que l'1 de juliol de 2005, TNA va començar a emetre Impact! des de la seva pàgina web oficial, a l'espera de trobar un nou pacte de difusió. Finalment, TNA arribaria a un acord amb Spike TV per a emetre els seus shows des de l'1 d'octubre de 2005. Des de llavors, Impact! ha augmentat considerablement la seva audiència i ocupa un lloc en el prime time dels dijous. Impact! va estendre la durada del programa a dues hores el 4 d'octubre de 2007.

### Expansió
A part dels seus shows setmanals, TNA va posar en marxa els seus house show el 17 de març de 2006 i a l'octubre d'aquest mateix any va començar a realitzar els seus PPV mensuals fora dels seus estudis d'enregistrament. TNA també s'ha expandit en altres àrees com el desenvolupament de videojocs amb Midway Games, que va llençar TNA Impact! el 2008. A l'abril de 2006, TNA anunciava un acord amb YouTube pel qual TNA aportaria vídeos exclusius en lloc de la producció dels seus shows a internet. El gener de 2007, s'arribava a un acord amb New Motion, Inc. per a la posada en marxa de TNA Mobile, que oferiria informació a través de missatges de text i votacions dels afeccionats. TNA també ha llançat el projecte TNA U, que ha començat a emetre podcast a través de YouTube.
L'agost de 2007, el coordinador d'esdeveniments en directe Craig Jenkins va declarar que TNA espera produir 8 PPV i 96 house show fora d'Orlando, Florida el 2008.
El 2008 TNA va començar a notar el creixement de l'empresa, els Tours IMPACT pel Regne Unit, Alemanya, Espanya, Irlanda, Noruega entre d'altres van tenir un gran èxit, amb la participació d'estrelles com: Kevin Nash, Kurt Angle, Samoa Joe, Motor City Machineguns, Abyys, Booker T, etc.

## Característiques úniques

### Estructura del ring i localització
A diferència de qualsevol altra promoció de lluita lliure professional dels Estats Units, TNA utilitza exclusivament un ring hexagonal en lloc dels rings tradicionals de quatre costats, aquest ring és una còpia del ring de la també companyia de lluita AAA. A més, encara que TNA realitza house shows i alguns PPV en altres llocs, la majoria de les activitats de la companyia es realitzen als Universal Studios d'Orlando, Florida.

## Campionats

### Campions actuals
- Campionat mundial de pes pesant de la TNA
- Campionat de la División X de la TNA
- Campeonato Televisiu de la TNA
- Campionat Mundial en Parelles de la TNA
- Campeionat Femeni de la TNA
- Campionat Femeni en Parelles de la TNA

### Campionats abandonats
- NWA World Heavyweight Championship
- NWA World Tag Team Championship